# Snihurivka
Snihurivka (ukrainska: Снігурівка lyssna (fil), ryska: Снигирёвка) är en stad i Mykolajiv oblast i södra Ukraina. Staden ingår i Basjtanka rajon och ligger vid Inhulets, en biflod till Dnepr. Snihurivka beräknades ha 12 045 invånare i januari 2022.